# Cleghorn
Cleghorn és una població dels Estats Units a l'estat d'Iowa. Segons el cens del 2000 tenia 250 habitants.

## Demografia
Segons el cens del 2000, Cleghorn tenia 250 habitants, 103 habitatges, i 76 famílies. La densitat de població era de 283,9 habitants per km².
Dels 103 habitatges en un 24,3% hi vivien nens de menys de 18 anys, en un 68,9% hi vivien parelles casades, en un 3,9% dones solteres, i en un 26,2% no eren unitats familiars. En el 24,3% dels habitatges hi vivien persones soles el 15,5% de les quals corresponia a persones de 65 anys o més que vivien soles. El nombre mitjà de persones vivint en cada habitatge era de 2,43 i el nombre mitjà de persones que vivien en cada família era de 2,86.
Per edats la població es repartia de la següent manera: un 23,2% tenia menys de 18 anys, un 6,8% entre 18 i 24, un 20,8% entre 25 i 44, un 25,6% de 45 a 60 i un 23,6% 65 anys o més.
L'edat mediana era de 44 anys. Per cada 100 dones de 18 o més anys hi havia 81,1 homes.
La renda mediana per habitatge era de 39.167 $ i la renda mediana per família de 47.500 $. Els homes tenien una renda mediana de 31.094 $ mentre que les dones 22.656 $. La renda per capita de la població era de 16.886 $. Entorn del 4,8% de les famílies i el 4,7% de la població estaven per davall del llindar de pobresa.

## Poblacions més properes
El següent diagrama mostra les poblacions més properes.